# Acalolepta atra
Acalolepta atra là một loài bọ cánh cứng trong họ Cerambycidae.